# Mola alexandrini
Mola alexandrini (Syn.: Mola ramsayi, engl. Bumphead sunfish) ist eine seltene und wenig bekannte Art der Mondfische (Molidae). Das Verbreitungsgebiet der Art ist nur ungenau bekannt. Fänge liegen aus dem Mittelmeer, von der Küste Japans, aus dem südwestlichen Pazifik bei Australien und Neuseeland, aus dem östlichen Pazifik, dem nördlichen Indischen Ozean und aus dem östlichen Atlantik vor, möglicherweise kommt die Art aber in tropischen und gemäßigten Meeren auf der gesamten Erde vor. Sie scheint etwas wärmebedürftiger zu sein als Mola mola.

## Merkmale
Mola alexandrini ähnelt sehr der bekannteren Mondfischart Mola mola und hat einen hochovalen, seitlich abgeflachten Körper. Die auffälligsten Unterschiede sind ein Stirnbuckel, der von oberhalb des Auges bis zum Ansatz der Rückenflosse reicht, sich aber nur bei Exemplaren zeigt, die länger als 160 cm sind, und ein vom Unterkiefer bis unterhalb der Brustflossen aufgeblähtes Kinn, das aber erst bei einer Länge von mehr als 135 cm auftritt. An den Kopfseiten finden sich zwei horizontale Erhöhungen, die sich von oberhalb und unterhalb der Augen bis hinter die Brustflossen erstrecken. Sie entwickeln sich mit zunehmendem Alter. Die Schuppen der Körpermitte sind bei Mola alexandrini rechteckig und glatt, bei Mola mola dagegen konisch mit einer zerfransten Spitze und bei Mola tecta konisch ohne zerfranste Spitze. Der ganze Körper mit Ausnahme der Flossen ist mit einer isolierenden, dicken, weißen Gallertschicht bedeckt. Das Maul ist endständig und klein, die Zähne sind zusammengewachsen und bilden eine Art Schnabel. Bei sehr großen Exemplaren kann die Schnauze, bei Fischen der Bereich vom Vorderrand der Augen bis zur Kopfspitze, etwas weiter vorragen als das Maul. Die Augen sind klein. Vor jedem Auge befindet sich eine paarige Nasenöffnung. Die kleine Kiemenöffnung befindet sich direkt vor der Brustflossenbasis. Sie wird von einer weichen Membran teilweise bedeckt. Die Kiemenrechen sind unter einer Gallertschicht verborgen. Ein Seitenlinienorgan ist nur noch am Kopf vorhanden. 
Die Brustflossen sind klein und rund. Sie befinden sich in der Körpermitte und können in flache Gruben an den Körperseiten gelegt werden. Bauchflossen fehlen. Rücken- und Afterflosse stehen sich symmetrisch gegenüber und dienen als kräftige Hauptantriebsorgane; sie sind kurz, aber hoch, von dreieckiger Form, ohne Flossenstrahlen und werden von Knorpelplatten gestützt. Die Spitzen der Flossen ändern sich mit zunehmendem Alter vom spitzen Winkel zum stumpfen Winkel. Der Clavus, der Hautsaum am Körperende bzw. die Scheinschwanzflosse, ist rund, normalerweise nicht gewellt und ohne Einschnitt, wie bei Mola tecta. Er wird von 14 bis 24 Knorpelplatten gestützt und Exemplare, die länger als 60 cm sind, haben am Clavusrand 8 bis 15 Knöchelchen. Je ein weiteres Knöchelchen befindet sich an der Schnauze und am Kinn. Weibchen haben einen einzelnen, runden Eierstock, Männchen paarige, stabförmige Hoden. Äußere Geschlechtsunterschiede sind nicht bekannt.
Die obere Körperhälfte von Mola alexandrini und alle Flossen sind für gewöhnlich dunkelgrau oder dunkel rotbraun, die untere Körperhälfte ist weißlich. Über den ganzen Körper verteilt finden sich größere oder kleinere helle Flecken. Mola alexandrini kann seine Färbung augenblicklich ändern. Das größte bekannte Exemplar von Mola alexandrini wurde vor den Azoren geborgen, maß 3,50 Meter und hatte eine Masse von 2,7 Tonnen, womit die Art den Rekordhalter für den schwersten bekannten Knochenfisch darstellt.

## Taxonomie
Die Art wurde 1839 von Camillo Ranzani, dem damaligen Direktor des Naturkundemuseums von Bologna, unter dem wissenschaftlichen Namen Orthragoriscus alexandrini erstmals beschrieben, später aber mit Mola mola synonymisiert. Eine im Jahr 2017 veröffentlichte Untersuchung ergab aber, dass es sich bei den als Orthragoriscus alexandrini beschrieben und den 1883 durch den italienischen Zoologen Enrico Hillyer Giglioli als Orthragoriscus ramsayi beschrieben Fischen um die gleiche Art handelt. Letzteres ist also ein Juniorsynonym von Orthragoriscus alexandrini und der heute für die Art gültige Name ist Mola alexandrini.